# Championnat du monde de vitesse moto 1960
Navigation
Édition précédente Édition suivante
Le Championnat du monde de vitesse moto 1960 est la douzième saison de vitesse moto organisée par la FIM.

Ce championnat comporte sept courses de Grand Prix, toutes courues en Europe, pour quatre catégories : 500 cm3, 350 cm3, 250 cm3 et 125 cm3.

## Attribution des points
Les points du championnat sont attribués aux six premiers de chaque course :
- Premier : 8 points
- Second : 6 points
- Troisième : 4 points
- Quatrième : 3 points
- Cinquième : 2 points
- Sixième : 1 point

## Grands Prix
| N° | Course                            | Lieu             | Vainqueur 125 cm³ | Vainqueur 250 cm³ | Vainqueur 350 cm³ | Vainqueur 500 cm³ | Résultat |
| -- | --------------------------------- | ---------------- | ----------------- | ----------------- | ----------------- | ----------------- | -------- |
| 1  | Grand Prix de France              | Clermont-Ferrand |                   |                   | Gary Hocking      | John Surtees      | Résultat |
| 2  | Tourist Trophy                    | Île de Man       | Carlo Ubbiali     | Gary Hocking      | John Hartle       | John Surtees      | Résultat |
| 3  | Grand Prix des Pays-Bas           | Assen            | Carlo Ubbiali     | Carlo Ubbiali     | John Surtees      | Remo Venturi      | Résultat |
| 4  | Grand Prix de Belgique            | Spa              | Ernst Degner      | Carlo Ubbiali     |                   | John Surtees      | Résultat |
| 5  | Grand Prix d'Allemagne de l'Ouest | Solitude         |                   | Gary Hocking      |                   | John Surtees      | Résultat |
| 6  | Grand Prix d'Ulster               | Dundrod          | Carlo Ubbiali     | Carlo Ubbiali     | John Surtees      | John Hartle       | Résultat |
| 7  | Grand Prix des Nations †          | Monza            | Carlo Ubbiali     | Carlo Ubbiali     | Gary Hocking      | John Surtees      | Résultat |

## Résultats de la saison

### Championnat 1960 catégorie 500 cm³
| Clas. | Pilote          | Pays                                    | Constructeur       | Points | Victoires |
| ----- | --------------- | --------------------------------------- | ------------------ | ------ | --------- |
| 1     | John Surtees    | Royaume-Uni                             | MV Agusta          | 46     | 5         |
| 2     | Remo Venturi    | Italie                                  | MV Agusta          | 26     | 1         |
| 3     | John Hartle     | Royaume-Uni                             | MV Agusta / Norton | 16     | 1         |
| 4     | Bob Brown       | Australie                               | Norton             | 15     | 0         |
| 5     | Emilio Mendogni | Italie                                  | MV Agusta          | 15     | 0         |
| 6     | Mike Hailwood   | Royaume-Uni                             | Norton             | 13     | 0         |
| 7     | Paddy Driver    | Afrique du Sud                          | Norton             | 9      | 0         |
| 8     | Dickie Dale     | Royaume-Uni                             | Norton             | 6      | 0         |
| 9     | Jim Redman      | Fédération de Rhodésie et du Nyassaland | Norton             | 5      | 0         |
| 10    | Tom Phillis     | Australie                               | Norton             | 4      | 0         |
| =     | Alan Shepherd   | Royaume-Uni                             | Matchless          | 4      | 0         |
| 12    | Ralph Rensen    | Royaume-Uni                             | Norton             | 3      | 0         |
| 13    | Ladi Richter    | Allemagne                               | Norton             | 2      | 0         |
| =     | John Hempleman  | Nouvelle-Zélande                        | Norton             | 2      | 0         |
| 15    | Fumio Ito       | Japon                                   | BMW                | 1      | 0         |
| =     | Rudolf Gläser   | Allemagne                               | Norton             | 1      | 0         |

### Championnat 1960 catégorie 350 cm³
| Clas. | Pilote            | Pays                                    | Constructeur       | Points | Victoires |
| ----- | ----------------- | --------------------------------------- | ------------------ | ------ | --------- |
| 1     | John Surtees      | Royaume-Uni                             | MV Agusta          | 22     | 2         |
| 2     | Gary Hocking      | Fédération de Rhodésie et du Nyassaland | MV Agusta          | 22     | 2         |
| 3     | John Hartle       | Royaume-Uni                             | MV Agusta / Norton | 18     | 1         |
| 4     | Frantisek Stastny | Tchécoslovaquie                         | Jawa               | 12     | 0         |
| 5     | Bob Anderson      | Royaume-Uni                             | Norton             | 9      | 0         |
| 6     | Bob Brown         | Australie                               | Norton             | 6      | 0         |
| 7     | Hugh Anderson     | Nouvelle-Zélande                        | AJS                | 5      | 0         |
| 8     | Dickie Dale       | Royaume-Uni                             | Norton             | 5      | 0         |
| 9     | Paddy Driver      | Afrique du Sud                          | Norton             | 5      | 0         |
| 10    | Bob McIntyre      | Royaume-Uni                             | AJS                | 4      | 0         |
| 11    | Derek Minter      | Royaume-Uni                             | Norton             | 3      | 0         |
| 12    | Ralph Rensen      | Royaume-Uni                             | Norton             | 2      | 0         |
| 13    | Frank Perris      | Royaume-Uni                             | Norton             | 1      | 0         |
| =     | John Hempleman    | Nouvelle-Zélande                        | Norton             | 1      | 0         |

### Championnat 1960 catégorie 250 cm³
| Clas. | Pilote              | Pays                                    | Constructeur | Points | Victoires |
| ----- | ------------------- | --------------------------------------- | ------------ | ------ | --------- |
| 1     | Carlo Ubbiali       | Italie                                  | MV Agusta    | 32     | 4         |
| 2     | Gary Hocking        | Fédération de Rhodésie et du Nyassaland | MV Agusta    | 28     | 2         |
| 3     | Luigi Taveri        | Suisse                                  | MV Agusta    | 11     | 0         |
| 4     | Jim Redman          | Fédération de Rhodésie et du Nyassaland | Honda        | 10     | 0         |
| 5     | Mike Hailwood       | Royaume-Uni                             | Mondial      | 8      | 0         |
| 6     | Tom Phillis         | Australie                               | Honda        | 6      | 0         |
| 7     | Kunimitsu Takahashi | Japon                                   | Honda        | 6      | 0         |
| 8     | Ernst Degner        | Allemagne                               | MZ           | 5      | 0         |
| 9     | Tarquinio Provini   | Italie                                  | Morini       | 4      | 0         |
| =     | Teisuke Tanaka      | Japon                                   | Honda        | 4      | 0         |
| 11    | Bob Brown           | Australie                               | Honda        | 3      | 0         |
| =     | John Hempleman      | Nouvelle-Zélande                        | MZ           | 3      | 0         |
| =     | Dickie Dale         | Royaume-Uni                             | MZ           | 3      | 0         |
| 14    | Michio Kitano       | Japon                                   | Honda        | 2      | 0         |
| =     | Alberto Pagani      | Italie                                  | Aermacchi    | 2      | 0         |
| =     | Gilberto Milani     | Italie                                  | Honda        | 2      | 0         |
| 17    | Naomi Taniguchi     | Japon                                   | Honda        | 1      | 0         |
| =     | Günter Beer         | Allemagne                               | Adler        | 1      | 0         |
| =     | Yukio Satoh         | Japon                                   | Honda        | 1      | 0         |

### Championnat 1960 catégorie 125 cm³
| Clas. | Pilote              | Pays                                    | Constructeur | Points | Victoires |
| ----- | ------------------- | --------------------------------------- | ------------ | ------ | --------- |
| 1     | Carlo Ubbiali       | Italie                                  | MV Agusta    | 24     | 4         |
| 2     | Gary Hocking        | Fédération de Rhodésie et du Nyassaland | MV Agusta    | 18     | 0         |
| 3     | Ernst Degner        | Allemagne de l'Est                      | MZ           | 16     | 1         |
| 4     | Bruno Spaggiari     | Italie                                  | MV Agusta    | 12     | 0         |
| 5     | John Hempleman      | Nouvelle-Zélande                        | MZ           | 10     | 0         |
| 6     | Luigi Taveri        | Suisse                                  | MV Agusta    | 6      | 0         |
| 7     | Jim Redman          | Fédération de Rhodésie et du Nyassaland | Honda        | 6      | 0         |
| 8     | Alberto Gandossi    | Italie                                  | MZ           | 4      | 0         |
| 9     | Bob Anderson        | Royaume-Uni                             | MZ           | 2      | 0         |
| 10    | Naomi Taniguchi     | Japon                                   | Honda        | 1      | 0         |
| =     | Giichi Suzuki       | Japon                                   | Honda        | 1      | 0         |
| =     | Mike Hailwood       | Royaume-Uni                             | Ducati       | 1      | 0         |
| =     | Kunimitsu Takahashi | Japon                                   | Honda        | 1      | 0         |